# Samsung Galaxy Alpha
Samsung Galaxy Alpha (SM-G850x) je chytrý telefon s Androidem, vyrobený společností Samsung Electronics. Zařízení bylo představeno 13. srpna 2014 a bylo vydáno v září 2014. Galaxy Alpha je prvním chytrým telefonem společnosti Samsung, který obsahuje kovový rám, i když zbytek jeho fyzického vzhledu se stále podobá předchozím modelům, jako je Galaxy S5. Zahrnuje také nový procesor Samsung Exynos 5430.
Galaxy Alpha obdržel smíšené recenze; přestože zařízení bylo oceněno za jeho kvalitnější sestavení a design ve srovnání s dřívějšími produkty, bylo i kritizováno za jeho skromné specifikace ve srovnání s jeho protějškem Galaxy S5 a za to, že byly ceny příliš vysoké.

## Specifikace
Celkový design Galaxy Alpha je lepší oproti Galaxy S5, který zahrnuje zkosený kovový rám a ztlumený plastový zadní kryt. S tloušťkou 6,7 mm (0,26 palce) byl Galaxy Alpha v té době nejtenčím smartphonem společnosti. Mezinárodní model byl prvním zařízením, které se začleňuje procesorem Intel XMM7260 Intel pro kategorii 6 LTE Advanced support. Americké modely obsahují místo toho procesor 2,5 GHz Snapdragon 801; oba modely budou obsahovat 2 GB RAM.
Galaxy Alpha je vybaven displejem Super Amoled o velikosti 4,7 palce (120 mm), PenTile 720p a také obsahuje zadní 12mpx fotoaparát, snímače otisků prstů a vyjímatelnou baterii o velikosti 1860 mAh. Zařízení obsahuje 32 GB nerozšiřitelného úložiště a běží na Android 4.4.4 „KitKat“, ale lze jej vylepšit na Android 5.0.2 „Lollipop“ pomocí softwarové sady Samsung TouchWiz.

## Hodnocení
Přestože kritici ocenili rozhodnutí společnosti Samsung zahájit výrobu smartphonu, který do svého designu zahrnuje skutečný kov, společnost Ars Technica poznamenala, že nižší rozlišení obrazovky může vyrovnat nižší kapacitu baterie zařízení, a ExtremeTech poznamenal, že menší baterie způsobí, že zařízení bude lehčí.
Engadget popsal Galaxy Alpha jako „zatím nejkrásnější telefon Samsung“. Jeho celkový výkon byl považován za srovnatelný s Galaxy S5 a jeho displej byl popsán jako „přijatelný“ pro svou třídu. Galaxie Alpha však byla kritizována za to, že je pro svou třídu příliš drahá, a dospěla k závěru, že „jediným důvodem, proč byste si to chtěli vybrat před Galaxy S5, která je dostupná za podobnou cenu, je to, že lidé dávají přednost menší velikosti.“